# Elisabeth Höngen
Elisabeth Höngen (* 7. Dezember 1906 in Gevelsberg, Westfalen; † 5. August 1997 in Wien) war eine deutsche Opernsängerin (Mezzosopran).

## Leben

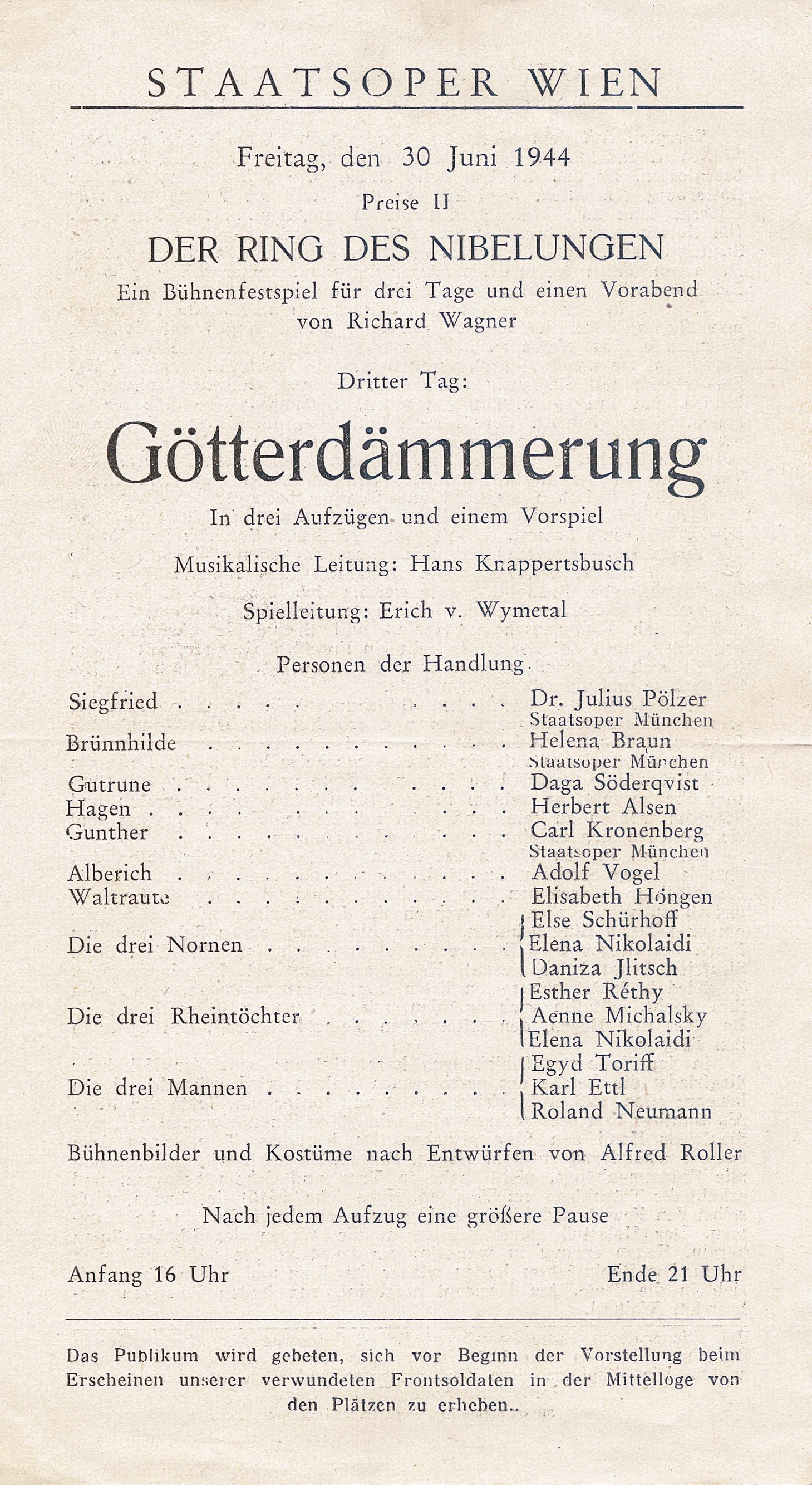
Besetzungszettel aus dem Programmheft zur letzten Vorstellung der Wiener Staatsoper vor deren Bombardierung am 12. März 1945

Höngens Eltern waren der Kaufmann Theodor Höngen und Elisabeth Höngen, geb. Peters. Sie trat bereits mit 15 Jahren als Geigerin auf. Nach dem Abitur in Hagen studierte sie von 1928 bis 1930 Germanistik und Musikwissenschaft an der Friedrich-Wilhelms-Universität zu Berlin und von 1929 bis 1933 an der Hochschule für Musik unter anderem bei  Hermann Weißenborn Gesang. 1932 legte sie eine Prüfung zur Gesangspädagogin ab. Am Karfreitag selben Jahres sang sie (in Altlage) mit einem Kommilitonen, dem Bariton Hans Peter Purand (* 25. Juni 1908 Posen; † 6. Juni 1968 Berlin), Passionslieder in der Lazaruskirche in Berlin-Friedrichshain. Im Herbst 1932 wurde ihr ein Bechstein-Stipendium gewährt.
Sie debütierte 1933 am Opernhaus in Wuppertal, von 1935 bis 1940 war sie am Stadttheater Düsseldorf engagiert. Von 1940 bis 1943 sang sie an der Semperoper Dresden, unter anderem in Richard Strauss’ Die Frau ohne Schatten und Elektra sowie als Lady Macbeth in Giuseppe Verdis Macbeth. Auch als Lied- und Oratoriensängerin war sie tätig. Mit ihrem Auftritt am 9. Juli 1943 verabschiedete sie sich mit der Carmen von Dresden und ging nach Wien, wo sie als Gast am 24. Juni 1942 unter Hans Knappertsbusch erfolgreich debütiert hatte (als Ortrud in Lohengrin), am 4. Juli gefolgt von der Partie der Brangäne in Tristan und Isolde.
Am 30. Juni 1944 war die Künstlerin bei der letzten Aufführung vor der Zerstörung der Wiener Staatsoper im Bombenkrieg als Waltraute in Richard Wagners Götterdämmerung auf der Bühne. Höngen stand 1944 in der Gottbegnadeten-Liste des Reichsministeriums für Volksaufklärung und Propaganda.
1946 war sie in einer Neuinszenierung von Tristan und Isolde als Brangäne zu sehen, wiederum an der Wiener Staatsoper.
In einer deutsch gesungenen Schwarz-Weiß-Studioproduktion des ORF von 1959 besetzte Elisabeth Höngen die Rolle der Äbtissin in dem Einakter Suor Angelica aus Il trittico (Das Triptychon) von Giacomo Puccini. 1961 folgte Gian Carlo Menottis The Medium. 1962 gab sie in der ORF-TV-Produktion der Ernst-Krenek-Oper Ausgerechnet und verspielt die Pfandleiherin Geraldine.
Von 1957 bis 1960 war sie Professorin an der Wiener Musikakademie. Der Dirigent Karl Böhm bezeichnete sie als die „größte Tragödin der Welt“.
Höngen wurde am 26. August 1997 auf dem Neustifter Friedhof in Wien bestattet (Gruppe J, Nr. 149).

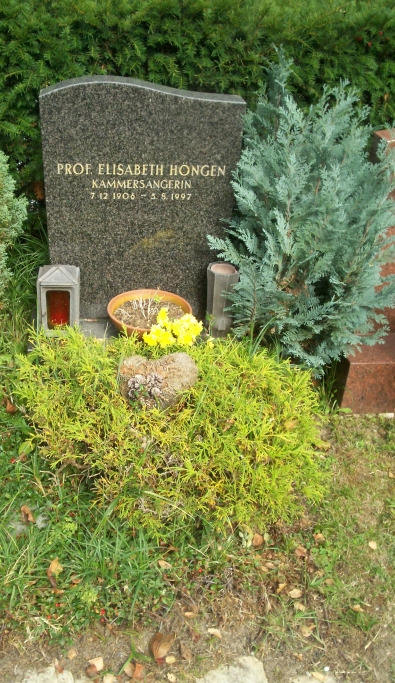

## Ehrungen
- 1947: Ernennung zur österreichischen Kammersängerin
- 1955: Silberne Rose der Wiener Philharmoniker
- 1964: Verleihung des Titels Professor
- 1964: Mozartmedaille der Mozartgemeinde Wien[10]
- 1969: Ehrenmitglied der Wiener Staatsoper
- 1972: Ehrenmedaille in Gold der Stadt Wien.[11]